# Мэнсон (кратер)
Мэнсон — ударный кратер, расположенный рядом с городом Мэнсон в штате Айова, США. Астероид или ядро кометы поразило Землю во время мелового периода 74 млн лет назад. Это было одним из самых значительных событий, произошедших в Северной Америке. Ранее считалось, что это событие привело к вымиранию динозавров. Однако, радиоизотопное датирование показало, что кратер намного старше.
Из-за сравнительно недавнего ледникового покрова нет доказательств его существования на поверхности, а место, где кратер скрыт, является в настоящее время плоским ландшафтом. Но, на глубине от 20 до 90 м ниже поверхности скрыта структура диаметром около 38 км. Она расположена на юго-востоке округа Покахонтас и простирается под территорией трёх близлежащих округов. Эта аномальная структура, подстилающая данную область, была известна с 1912 года из-за необычного бурового шлама из водяной скважины с деформированной породой, «кристаллическими обломками брекчии с расплавленной матрицей», как позже это было описано в докладе.
Разведывательное исследование началось в 1955 году и структура была названа «криптовулканической структурой» (гипотетический вулканический паровой взрыв). Дальнейшее исследование было проведено Робертом Даетцом, который в 1959 году предположил ударное происхождение и Николасом Шортом в 1966 году, который предоставил доказательства зерен ударного кварца, подтвердили ударное происхождение структуры.
В 1991 и 1992 годах Геологическая служба США вместе с другими службами, включая Геологическую службу Айовы провели детальное исследование, в том числе для проверки возможной связи кратера Мэнсон с меловым вымиранием. Ar/Ar изотопное датирование ядра из ударной структуры дало возраст около 74 млн лет, то есть почти на 10 млн лет старше, чем граница мела и палеогена .
Как полагают, метеорит был каменным и имел около 2 км в диаметре. Это место в то время было берегом мелкого внутреннего моря (Западный внутренний морской путь). Удар нарушил гранит, гнейс и сланцы докембрийского фундамента, а также осадочные образования палеозойского возраста, от девона до мелового периода. Известняковые слои Айовы с жёсткой водой мгновенно испарились до коренных пород, что дало кратеру аномально мягкую воду, существующую и сегодня.